# Kuwayama tipicola
Kuwayama tipicola är en insektsart som beskrevs av Caldwell 1940. Kuwayama tipicola ingår i släktet Kuwayama och familjen spetsbladloppor. Inga underarter finns listade i Catalogue of Life.